# Exposició Internacional de Saragossa de 2008

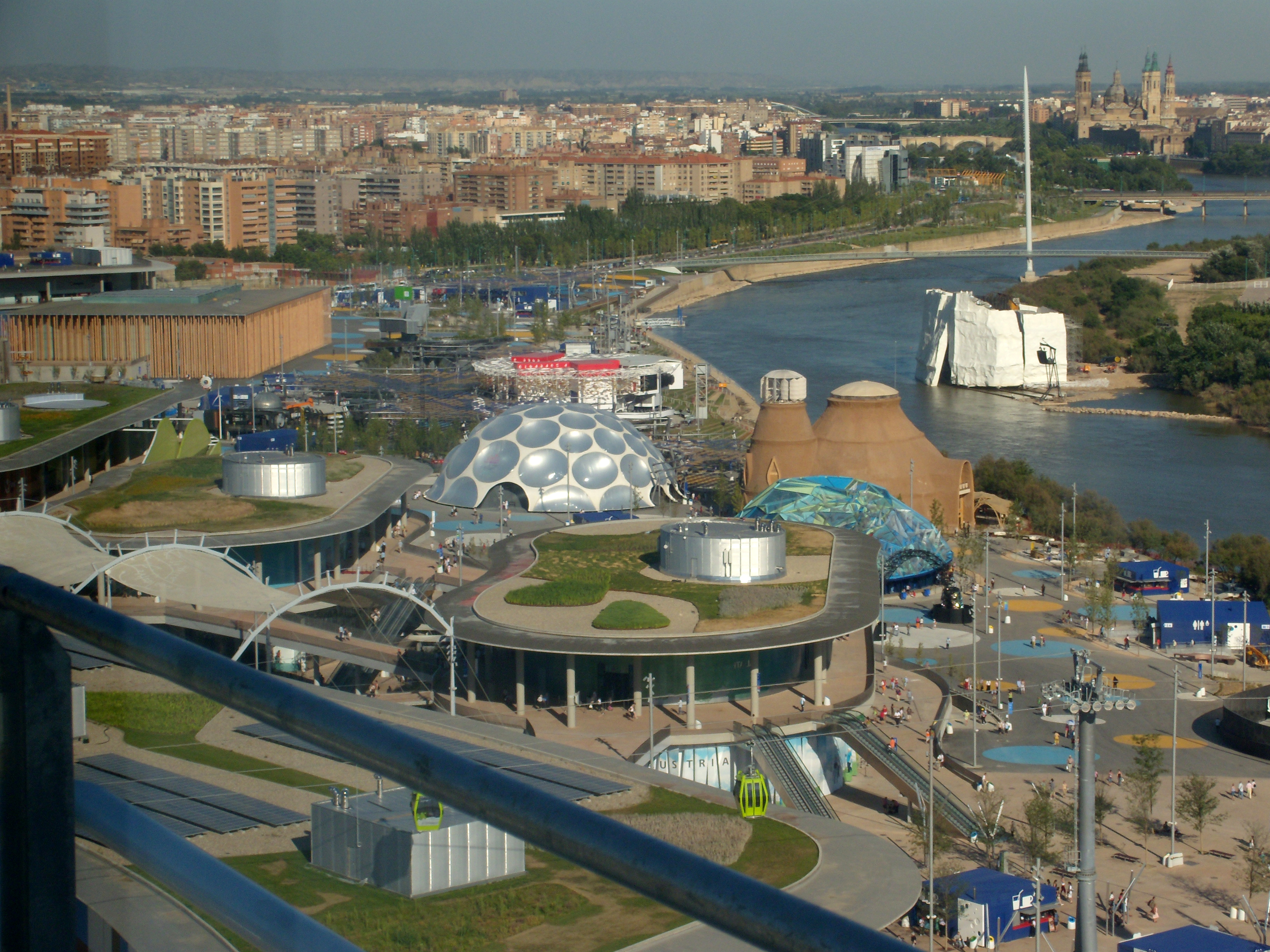
Vista general de l'Expo 2008 des de la Torre del agua

L'Expo Saragossa 2008 fou una Exposició Internacional que es va celebrar a Saragossa del 14 de juny al 14 de setembre de 2008 i l'eix temàtic de la qual fou «Aigua i desenvolupament sostenible». El recinte de l'Exposició es va construir a la ribera del meandre de Ranillas, un revolt que el riu Ebre fa al seu pas per la ciutat.
L'Expo 2008 va estar coordinada pel Bureau International des Expositions (organització responsable d'assignar les Exposicions). Saragossa es va imposar a altres ciutats candidates per a ser seu d'aquesta exposició, com Tessalònica (Grècia) i Trieste (Itàlia), el 16 de desembre de 2004. L'any 2008 Saragossa commemorà també el bicentenari del Setge de Saragossa durant la Guerra del Francès i el centenari de l'Exposició Hispano-Francesa de 1908 que va suposar un primer salt qualitatiu de modernitat per a la ciutat. L'Expo 2008 va tenir per mascota: una gota d'aigua. Després d'un intens i controvertit debat ciutadà, el nom donat a la mascota fou «Fluvi», acrònim de flumen vitae (en llatí, ‘riu de la vida').